# Huawei Ascend W2
De Huawei Ascend W2 is een smartphone van het Chinese bedrijf Huawei. Het is de tweede Windows Phone van het Chinese bedrijf. De Ascend W2 heeft een groter scherm dan zijn voorganger. Het scherm is 4,3 inch groot, en heeft een resolutie van 480 × 800 pixels. De opslagruimte is 8 gigabyte, en kan uitgebreid worden met microSD-geheugenkaarten. Bovendien krijgt de smartphonegebruiker met een Microsoft-account gratis 7 GB opslag via op Microsoft OneDrive. Verder beschikt de telefoon over een 5-megapixelcamera.
De Huawei Ascend W2 verschijnt slechts in een beperkt aantal landen. Het toestel wordt onder andere verkocht in China, Rusland, en Nederland. Uniek aan de Ascend W2 zijn de led-lampjes die onder het scherm zitten. Deze kunnen aangepast worden in kleur om beter bij de menukleuren van Windows Phone 8 te passen.